# C.F. Christensen
Christian Ferdinand Christensen (28. juli 1805 i København – 30. oktober 1883 sammesteds) var en dansk teatermaler.
C.F. Christensen er søn af fuldmægtig Christian Christensen og Vilhelmine Thomea født Baahl. Faren døde i hans tidlige barndom, og da han havde anlæg for musik, ville moderen lade ham oplære til valdhornist, men hans læber kunne ikke tåle berøringen med mundstykket, og denne plan måtte opgives. Da han havde lyst til tegning, fik han adgang til Kunstakademiets Tegneskole og lærte at male hos C.A. Lorentzen, men gik allerede i sit 15.-16. År over til malerstuen ved teatret for under Arnold Wallick at uddannes til teatermaler, navnlig som landskabsmaler. allerede da han var 19 år gammel, kunne han udstille prospekter, malede i limfarve, og begyndte at male landskabsdekorationer til teatret. I de følgende år vakte hans dekorationer, bl.a. til balletten Valdemar, så megen opmærksomhed, at han, varmt anbefalet af Akademiet, med rejseunderstøttelse fra Fonden ad usus publicos og fra teatret kunne tilbringe 1838-39 i Frankrig og Italien, hvor han gjorde sig bekendt med teatrene og malede efter naturen. Straks efter hjemkomsten udførte han dekorationen til «Festen i Albano», og på denne blev han agreeret af Akademiet i november samme år. Hans kræfter blev straks taget så rigelig i brug ved teatret, at han først 1841 kunne indsende et mindre billede som receptionsstykke efter opgaven: Landskab i Karakter af det sydlige Evropa, på hvilket han blev medlem af Akademiet 29. november 1841. Året efter fik han fast ansættelse som kongelig teatermaler, efter eget ønske i forening med Troels Lund, i 1856 blev han Ridder af Dannebrog, 1862 fik han titel af professor, og i 1863, da Lund døde, fik han ansættelse som eneste teatermaler, indtil han i 1869, på grund af svækket helbred, efter en næsten 50-årig virksomhed ved teatret søgte og fik sin afsked. Han var i 1834 blevet gift med Ida Sophie Frederikke Thaning, der døde 1872. Han levede endnu en række år, privatiserende og som Akademiets kasserer, indtil han på grund af alder også måtte opgive denne stilling og snart efter afgik ved døden.
Christensen var en betydelig kunstner som landskabsmaler for teatret. Hans dekorationer, hvortil motiverne snart hentedes fra danske, snart fra italienske egne, forenede kunstnerisk friskhed og fin naturfølelse med de langtfra let løselige fordringer, datidens olielampebelysning måtte stille til farvevalg og dekorativ bredde. Mange af hans dekorationer, navnlig til Bournonvilles balletter, vakte stormende bifald ved tæppets opgang og medvirkede til forestillingens succes.
Han er begravet på Holmens Kirkegård.
Han er portrætteret på malerier af C.A. Schleisner 1838 samt af J.F. Møller (i familieeje). Der findes træsnit af H.P. Hansen 1868, andre 1870.

## Ekstern henvisning
- C.F. Christensen på Kunstindeks Danmark/Weilbachs Kunstnerleksikon

- Wikimedia Commons har flere filer relateret til C.F. Christensen